# Strojnikokształtne
Strojnikokształtne (Lampridiformes) – rząd morskich, głębinowych ryb promieniopłetwych (Actinopterygii), obejmujący nieliczne gatunki o zróżnicowanym wyglądzie. Większość ma owalny lub wężowaty kształt ciała. Pojawiły się w paleogenie. Są rzadko spotykane i słabo poznane.

## Występowanie
Wody oceaniczne, na głębokościach 100–1000 m p.p.m.

## Cechy charakterystyczne
Ciało strojnikokształtnych jest bocznie spłaszczone, owalne (strojnik) lub znacznie wydłużone (wstęgor królewski). Pyszczek jest mały, a oczy duże. Zęby są słabo rozwinięte lub ich brak. Linia boczna wyraźnie zaznaczona. Pęcherz pławny zamknięty lub nie występuje. W płetwach nie występują kolce. Bardzo długa płetwa grzbietowa, u niektórych rozciąga się na całej długości ciała. Płetwy mają jaskrawoczerwone ubarwienie. Płetwy brzuszne są położone na brzuchu lub przesunięte w stronę gardła, wsparte na 0–17 promieniach. Wyspecjalizowany układ szczęk umożliwia ich znaczne wysuwanie. Ikra jest duża (do 6 mm średnicy), barwy jaskrawoczerwonej. Larwy rozwijają się szybciej niż u innych ryb.

## Systematyka
Do strojnikokształtnych zaliczane są rodziny (znakiem † oznaczono taksony wymarłe):
- †Turkmenidae
- Veliferidae
- Lampridae – strojnikowate
- Stylephoridae
- Lophotidae
- Radiicephalidae
- Trachipteridae – wstęgorowate
- Regalecidae

oraz rodzaje, których pozycja taksonomiczna nie została ustalona (incertae sedis): 

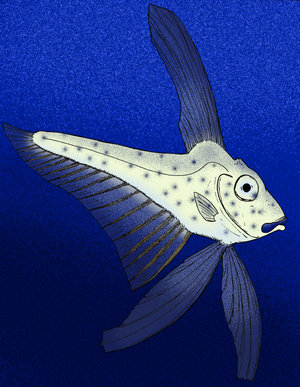
Rekonstrukcja Bajaichthys elegans z eocenu

- †Analectis
- †Bajaichthys
- †Palaeocentrotus
- †Veronavelifer

## Pisownia nazw naukowych
Poprawność pisowni nazw naukowych rzędu Lampridiformes i rodziny Lamprididae jest kwestią otwartą, oczekującą dalszych analiz. Nazwy te były powszechnie stosowane w literaturze naukowej w wyżej wymienionej formie. Potrzeba uporządkowania nazewnictwa zoologicznego, również pod kątem ortografii, wywołała dyskusję, wyniku której badacze jeszcze nie uzgodnili. Jedni (np. C. Patterson, 1993) akceptują gramatyczną poprawność dotychczasowych form (Lampridiformes i Lamprididae), inni (np. W. Eschmeyer, 1998) uważają za poprawne Lampriformes i Lampridae. Joseph S. Nelson (2006) przyjął stanowisko Eschmeyera zastrzegając jednak, że problem nie został rozstrzygnięty.